# BM-21
El BM-21 «Grad» (en ruso: БМ-21 «Град», en donde Град se traduce como Granizo), es un sistema múltiple de lanzamiento de cohetes soviético. El BM-21 es uno de los representantes más numerosos y efectivos de este tipo de sistema de armas, como ha sido ampliamente comprobado en distintos teatros de operaciones alrededor del mundo.

## Historia

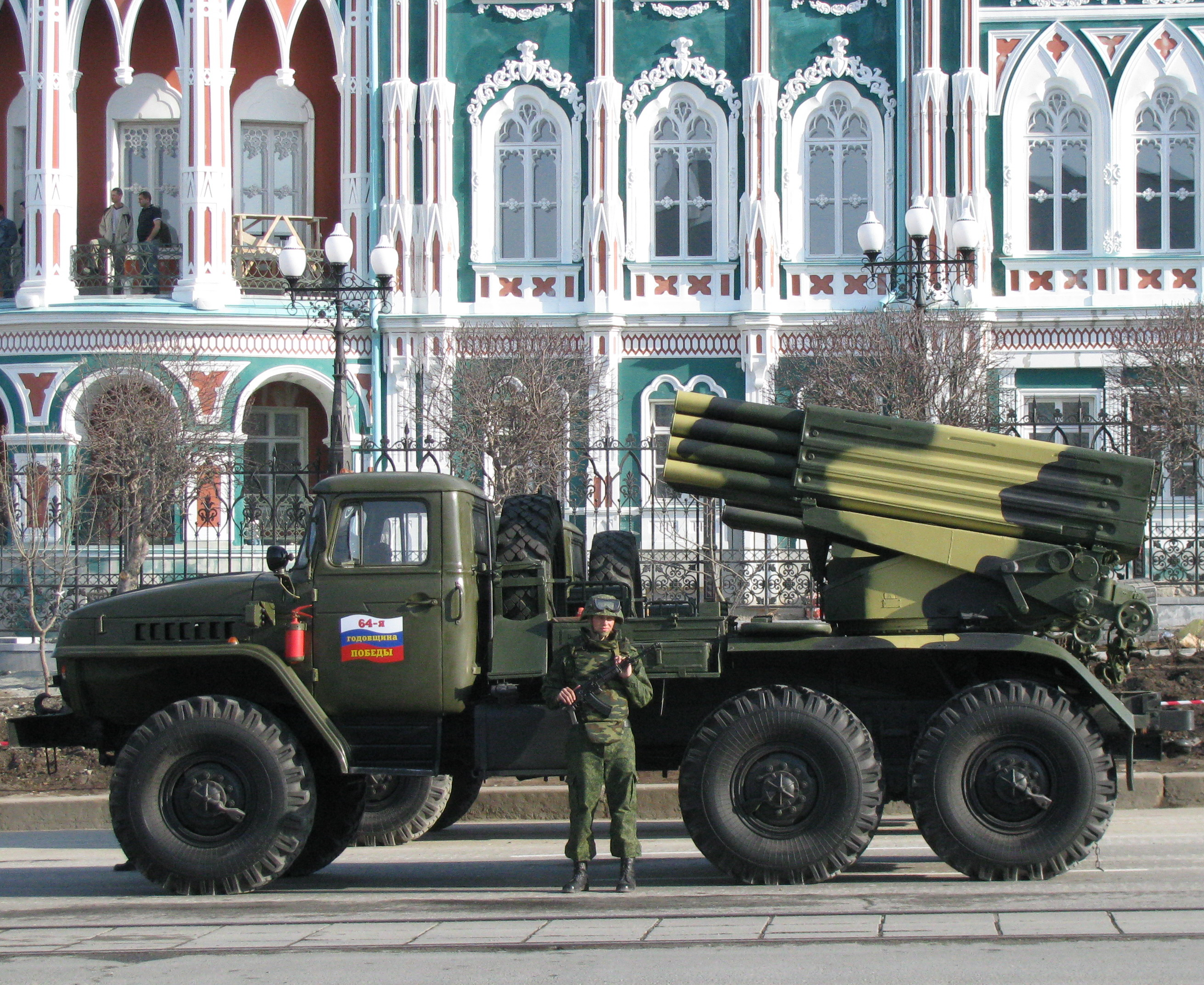
Vehículo de lanzamiento BM-21-1 durante un desfile militar en Ekaterimburgo, 9 de mayo de 2009.

El sistema de cohetes de campo M-21 con un vehículo de lanzamiento BM-21 (sistema de lanzacohetes múltiple (MRL) de 122 mm) entró en servicio con el ejército soviético en 1963 para reemplazar el antiguo sistema BM-14 de 140 mm. El vehículo de lanzamiento consta de un chasis y cabina del camión tracción 6x6 Ural-375D equipado con un banco de 40 tubos de lanzamiento dispuestos en forma rectangular que se pueden girar hacia el lado opuesto de la cabina desprotegida. El vehículo está propulsado por un motor de gasolina V-8 de 180 hp refrigerado por agua , tiene una velocidad máxima en carretera de 75 km/h (47 mph), una autonomía en carretera de hasta 750 kilómetros (470 mi) y puede atravesar vados de hasta 1,5 m (4 pies 11 pulgadas) de profundidad. El índice GRAU hace referencia al vehículo original junto con el equipo de apoyo (incluido el camión de reabastecimiento 9T254 con 60 cohetes)"9K51"; el lanzador en sí tiene el índice industrial de "2B5". En 1976, el BM-21 se montó en el camión militar de seis por seis Ural-4320 más nuevo.
La tripulación de tres miembros puede emplazar el sistema y tenerlo listo para disparar en tres minutos. La tripulación puede disparar los cohetes desde la cabina o desde un gatillo al final de un cable de 64 m. Los 40 cohetes pueden salir disparados en tan solo 20 segundos, pero también pueden dispararse individualmente o en pequeños grupos en intervalos de varios segundos. Se puede utilizar un telescopio panorámico PG-1M con colimador K-1 para la observación. El BM-21 puede empaquetarse y estar listo para moverse en dos minutos, lo que puede ser necesario cuando se ataca con fuego de contrabatería. La recarga se realiza manualmente y tarda unos 10 minutos.
El gran número de cohetes que cada vehículo es capaz de lanzar rápidamente contra un objetivo enemigo lo hace efectivo, especialmente a distancias más cortas. Un batallón de dieciocho lanzadores puede lanzar 720 cohetes en una sola andanada. El sistema tiene una precisión más baja que las piezas de artillería y no se puede usar en situaciones que requieren una precisión milimétrica. Se basa en una gran cantidad de proyectiles que se diseminan sobre un área para lograr una cierta tasa de éxito en objetivos específicos. No obstante, debido al corto tiempo de advertencia del impacto de toda la andanada, el BM-21 se considera un arma eficaz.

## Usuarios

Mapa de operadores BM-21 en azul con antiguos operadores en rojo.

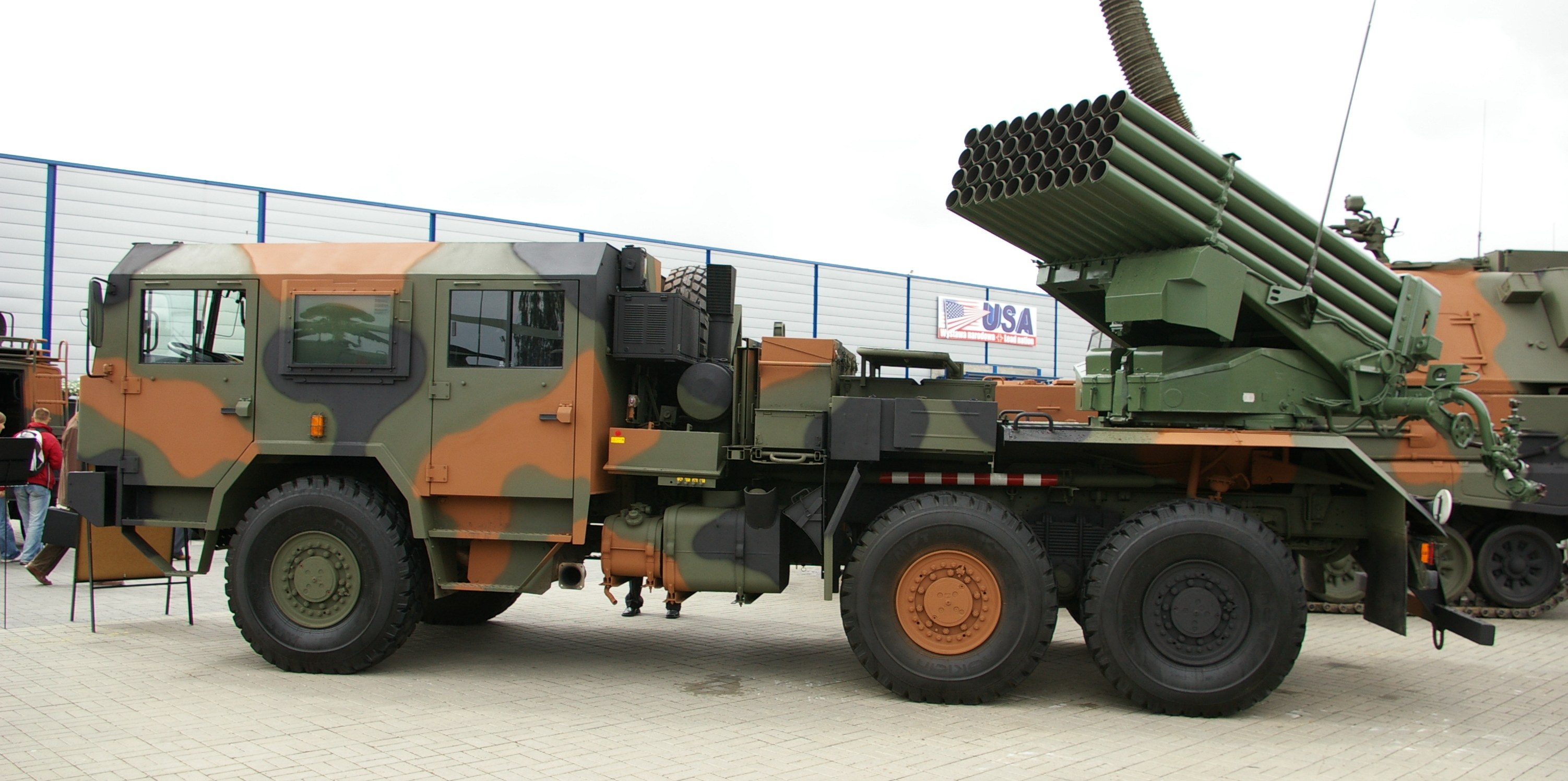
WR-40 Langusta, una versión profundamente modernizada y automatizada del BM-21 soviético basado en el camión Jelcz P662D.35 6x6 ; exhibido en el MSPO 2007.

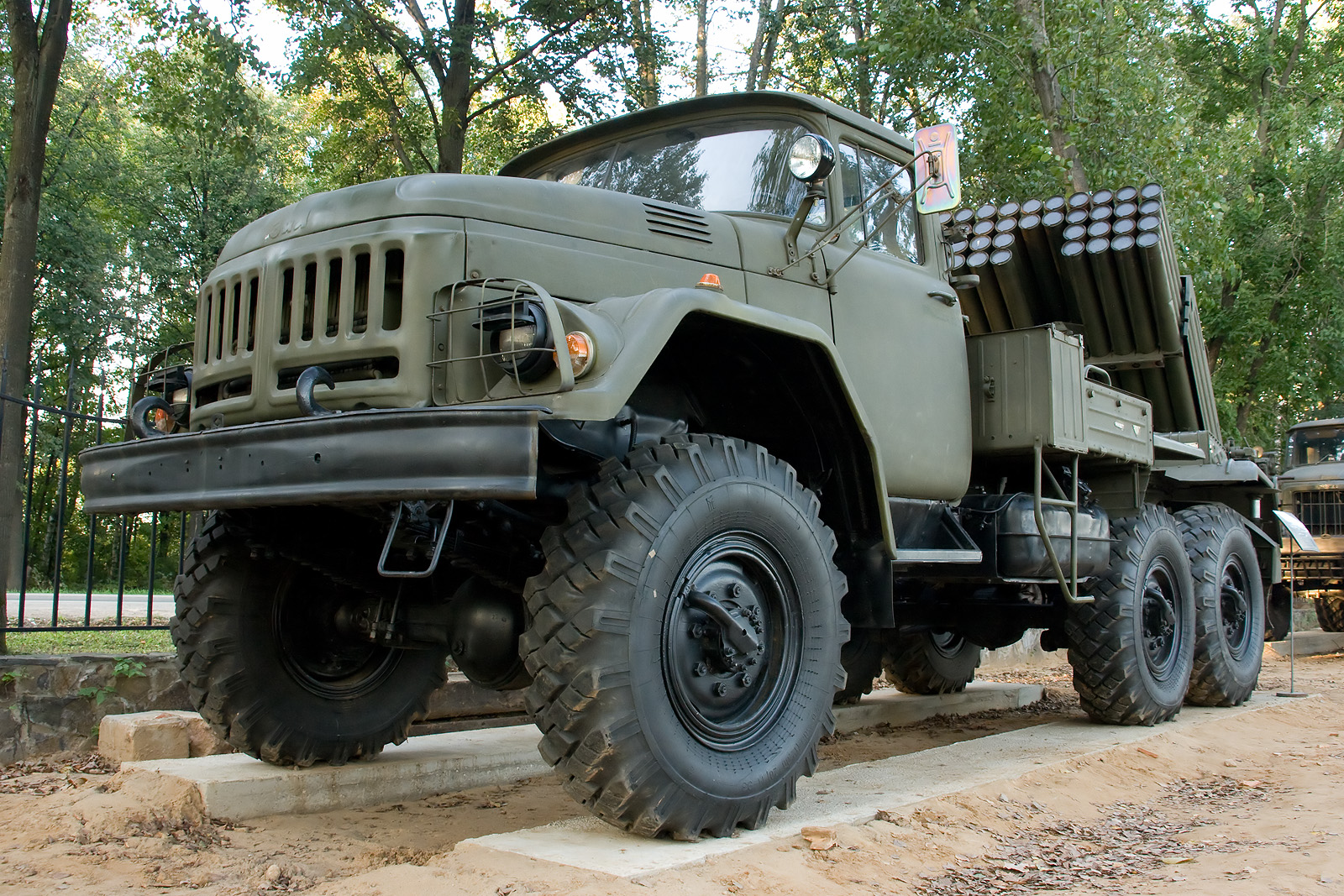
Vehículo de lanzamiento 9P138 del sistema de lanzacohetes múltiple Grad-1.

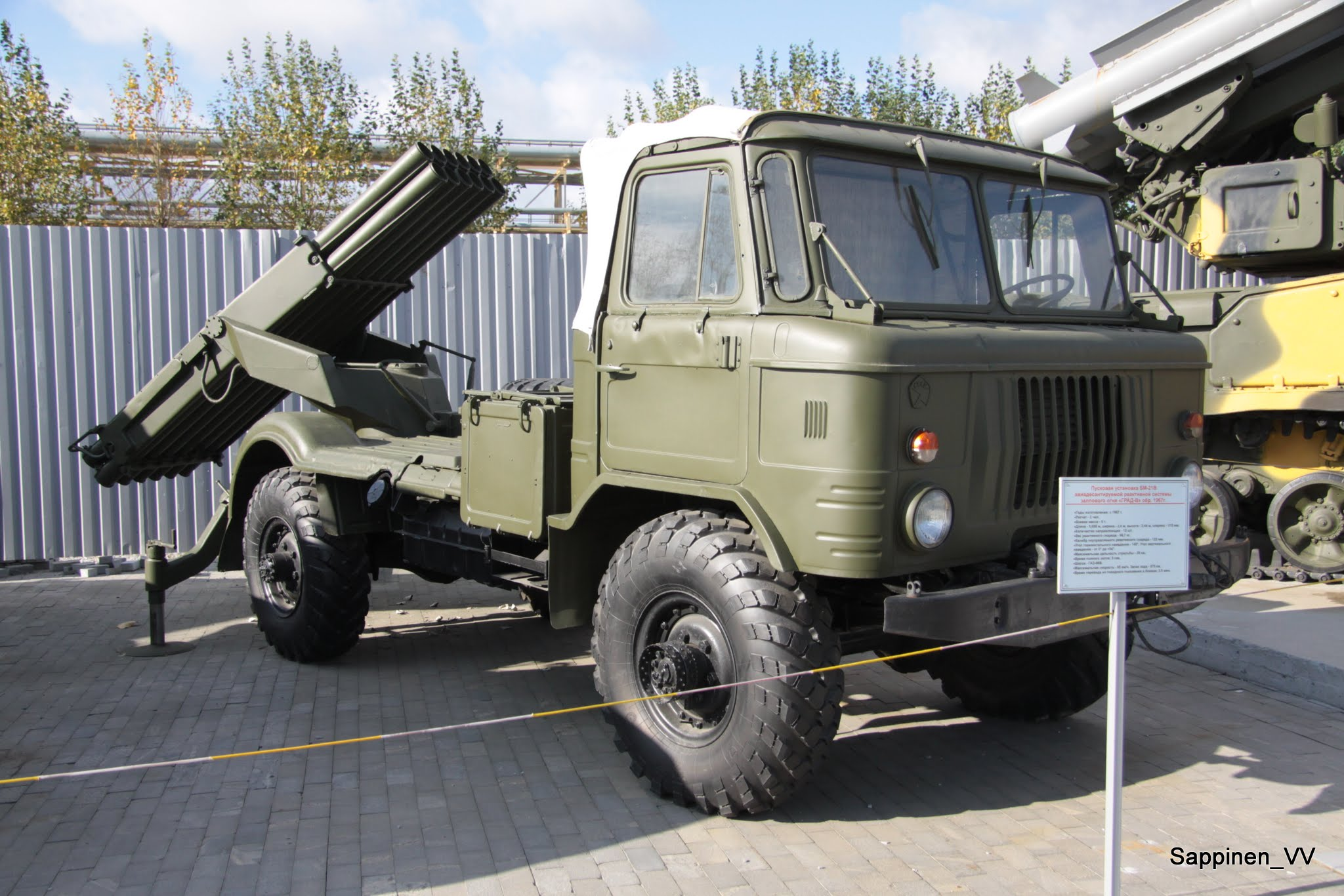
Variante BM-21V VDV.

### Actuales
- Argelia - 48[1]
- Angola - 75[1]
- Armenia - 50[1]
- Azerbaiyán - 60[1]
- Bielorrusia - 208[1]
- Bulgaria - 144[1]
- República Centroafricana - 5[1]
- Chipre - 4[1]
- República Democrática del Congo - 6[1]
- Egipto - 60[1]
- Etiopía - 10[1]
- Finlandia - 24[1]
- India - 80[1]
- Irán - 64[1]
- Kazajistán - 15[1]
- Macedonia del Norte - 12[1]
- Mali - 2[1]
- Mozambique - 5[1]
- Namibia - 4[1]
- Nicaragua - 30[1]
- Nigeria - 5[1]
- Pakistán - 40[1]
- Polonia - 226[1]
- Rusia - 5000[1]
- Tanzania - 48[1]
- Ucrania - 600[1]
- Venezuela - 24[1]
- Yemen - 280[1]
- Zambia - 50[1]
- Perú - 24[1]

### Anteriores
- Alemania Oriental - Achatarrados y/o vendidos a Finlandia.[1]
- Checoslovaquia - Pasados a sus estados sucesores.[1]
- Finlandia - 24, vendidos a Vietnam.[1]
- Polonia - 226, dados de baja y reemplazados por el WR-40 Langusta.[1]
- Unión Soviética - Pasados a sus estados sucesores.[1]
- Rumania - Sustituido por LAROM

### Desarrollos relacionados
- Katiusha
- TOS-1
- BM-30

### Armas similares
- LAR-160
- / LAROM
- / TAM VCLC
- Astros II
- Cohete Rayo
- SLM FAMAE
- HIMARS
 MLRS
- / Checoslovaquia
- / WR-40 Langusta
- Lanzacohetes múltiple "Teruel"
- / BM-30
- / Katyusha
- TOS-1
- // M-63 Plamen
// M-77 Oganj
 // M-87 Orkan